# Berdi Şamyradow
Berdi Baýrammyradowiç Şamyradow, ros. Берды Байраммурадович Шамурадов, Bierdy Bajrammuradowicz Szamuradow (ur. 22 czerwca 1982 w Aszchabadzie, Turkmeńska SRR) – turkmeński piłkarz, grający na pozycji napastnika.

## Kariera piłkarska

### Kariera klubowa
W 2003 rozpoczął karierę piłkarską w klubie Ahal FK, skąd w następnym sezonie trafił do HTTU Aszchabad. W rundzie jesiennej sezonu 2004/05 występował w azerskim Karvanie Yevlax, ale nie strzelił żadnego gola i wrócił do HTTU. Latem 2011 przeszedł do Aşgabat FK. Od 2012 do 2013 ponownie bronił barw HTTU. W 2014 zasilił skład klubu Altyn Asyr Aszchabad. W 2015 wrócił do Aşgabat FK.

### Kariera reprezentacyjna
W latach 2008–2015 bronił barw reprezentacji Turkmenistanu.

## Sukcesy i odznaczenia

### Sukcesy piłkarskie
Turkmenistan
- finalista AFC Challenge Cup: 2010, 2012

HTTU Aszchabad
- mistrz Turkmenistanu: 2006, 2009, 2013
- wicemistrz Turkmenistanu: 2007, 2008
- zdobywca Pucharu Turkmenistanu: 2006
- finalista Pucharu Turkmenistanu: 2008
- zdobywca Superpucharu Turkmenistanu: 2009, 2013
- finalista Pucharu Wspólnoty: 2010

Altyn Asyr Aszchabad
- mistrz Turkmenistanu: 2014

### Sukcesy indywidualne
- 7-krotny król strzelców Mistrzostw Turkmenistanu: 2004 (19 goli), 2005 (30 goli), 2007 (16 goli), 2007 (16 goli), 2008 (12 goli), 2009 (18 goli), 2010 (11 goli)